# Чемпионат мира по биатлону среди юниоров 2003
37-й чемпионат мира по биатлону среди юниоров и 2-й среди юношей и девушек прошёл в польском Косцелиско с 5 февраля по 9 февраля 2003 года.
Соревнования проводились среди юношей и девушек (до 19 лет), и юниоров и юниорок (до 21 года). Всего было разыграно 16 комплектов медалей, по 4 в индивидуальной гонке, спринте, преследовании, эстафете.

## Результаты соревнований

### Юноши и девушки (до 19 лет)
| Гонка                                                                                  | Юноши | Девушки |
| Спринт 1. 5 февраля 2003 Юноши: 7,5 км 2. 5 февраля 2003 Девушки: 6 км                 | 1. Андрей Дубасов 25.31.4 (2) 2. Кирил Василев +21.6 (0) 3. Кристоф Кни +29,0 (2) 4. Роберт Вик 5. Руне Браттсвеэн 6. Петер Докль 7. Эмиль Хегле Свендсен 8. Тобиас Эберхард Протоколы                                                                             | 1. Мария Косинова 28.14.5 (2) 2. Анна Булыгина +5.1 (2) 3. Джанин Юнг +9.7 (2) 4. Фредерика Гёбель 5. Кайя Экхофф 6. Зюзана Тризнова 7. Лада Душкова 8. Сирли Ханни Протоколы                                                                                                |
| Гонка преследования 1. 6 февраля 2003 Юноши: 10 км 2. 6 февраля 2003 Девушки: 7,5 км   | 1. Кристоф Кни 46:14.8 (3) 2. Олег Бережной +38.4 (4) 3. Эмиль Хегле Свендсен +1:19.9 (5) 4. Маркус Виндиш 5. Руне Браттсвеэн 6. Иван Панченко 7. Венсан Порре 8. Йенс Циммер Протоколы                                                                            | 1. Мария Косинова 37:25.8 (3) 2. Анастасия Шипулина +42.1 (3) 3. Анна Булыгина +1:17.7 (6) 4. Тереза Главсова 5. Фредерика Гёбель 6. Сирли Ханни 7. Лада Душкова 8. Нина Карасевич Протоколы                                                                                 |
| Индивидуальная гонка 1. 8 февраля 2003 Юноши: 12,5 км 2. 8 февраля 2003 Девушки: 10 км | 1. Симон Фуркад 44:19.5 (1) 2. Роберт Вик +15.6 (2) 3. Эмиль Хегле Свендсен +1:10.9 (3) 4. Станислав Карпель 5. Руне Браттсвеэн 6. Иван Панченко 7. Хейки Райсанен 8. Петер Докль Протоколы                                                                        | 1. Тереза Главсова 45:08.7 (1) 2. Анастасия Шипулина +54.0 (4) 3. Джанин Юнг +1:38.5 (3) 4. Яна Герекова 5. Кайя Экхофф 6. Анна Пройслер 7. Эвели Сауэ 8. Сирли Ханни Протоколы                                                                                              |
| Эстафета 1. 9 февраля 2003 Юноши: 3х7,5 км 2. 9 февраля 2003 Девушки: 3х6 км           | 1. Россия 1:14:02.9 (3+8) (Владислав Моисеев, Иван Панченко, Андрей Дубасов) 2. Германия +0.4 (1+9) (Роберт Вик, Йенс Циммер, Кристоф Кни) 3. Украина +1:57.0 (0+7) (Андрей Атрошенко, Олег Бережной, Игорь Ященко) 4. Беларусь 5. Финляндия 6. Словения Протоколы | 1. Россия 1:17:17.8 (2+12) (Анна Булыгина, Анастасия Шипулина, Мария Косинова) 2. Германия +1;21.0 (1+10) (Анна Пройслер, Фредерика Гёбель, Джанин Юнг) 3. Чехия +2:31.2 (1+10) (Лада Душкова, Петра Моравцова, Тереза Главсова) 4. Эстония 5. Италия 6. Финляндия Протоколы |

### Юниоры и юниорки (до 21 года)
| Гонка                                                                                   | Юниоры | Юниорки |
| Спринт 1. 5 февраля 2003 Юниоры: 10 км 2. 5 февраля 2003 Юниорки: 7,5 км                | 1. Михаэль Рёш 28.30.8 (0) 2. Михал Шлезингр +3.6 (0) 3. Максим Чудов +11.1 (0) 4. Ондржей Моравец 5. Виталий Перцев 6. Эдгарс Пиксонс 7. Магне Торлейв Рённинг 8. Мирослав Матяшко Протоколы | 1. Людмила Ананько 28:44.7 (0) 2. Яна Романова +14.5 (0) 3. Уте Ницяк +23.9 (1) 4. Ульяна Денисова 5. Дженни Адлер 6. Мадара Лидума 7. Катарина Эхтер 8. Дун Сюэ Протоколы                                                                                     |
| Гонка преследования 1. 6 февраля 2003 Юниоры: 12,5 км 2. 6 февраля 2003 Юниорки: 10 км  | 1. Максим Чудов 49:52.3 (3) 2. Михал Шлезингр +56.4 (3) 3. Ондржей Моравец +59.8 (3) 4. Олег Милованов 5. Матей Казар 6. Душан Шимочко 7. Ханс-Йорг Ройтер 8. Михаэль Рёш Протоколы | 1. Уте Ницяк 50:00.8 (4) 2. Яна Романова +55.8 (4) 3. Магда Резлерова +1:03.4 (3) 4. Дженни Адлер 5. Дельфина Перетто 6. Селия Буржуа 7. Катарина Эхтер 8. Мадара Лидума Протоколы                                                                             |
| Индивидуальная гонка 1. 8 февраля 2003 Юниоры: 15 км 2. 8 февраля 2003 Юниорки: 12,5 км | 1. Йоуни Киннунен 46:55.7 (1) 2. Мирослав Матяшко +35.0 (1) 3. Ондржей Моравец +56.6 (3) 4. Сергей Седнев 5. Олег Милованов 6. Ханс-Йорг Ройтер 7. Николай Козлов 8. Мартин Балатка Протоколы | 1. Уте Ницяк 47:25.9 (0) 3. Надежда Частина +2:12.6 (2) 3. Людмила Ананько +2:13.1 (1) 4. Магда Резлерова 5. Екатерина Юрьева 6. Ульяна Денисова 7. Ленка Вотокова 8. Дельфина Перетто Протоколы                                                               |
| Эстафета 1. 9 февраля 2003 Юниоры: 4х7,5 км 2. 9 февраля 2003 Юниорки: 3х6 км           | 1. Россия 1:35:24.5 (0+8) (Николай Козлов, Сергей Садовников, Олег Милованов, Максим Чудов) 2. Германия +2:05.1 (2+12) (Ханс-Йорг Ройтер, Норберт Шиллер, Стив Рённер, Михаэль Рёш) 3. Чехия +2:18.8 (ё+10) (Мартин Балатка, Ондржей Моравец, Ярослав Соукуп, Михал Шлезингр) 4. Норвегия 5. Беларусь 6. Словакия Протоколы | 1. Россия 1:15:40.1 (1+7) (Яна Романова, Ульяна Денисова, Надежда Частина) 2. Германия +13.9 (1+8) (Дженни Адлер, Катарина Эхтер, Уте Ницяк) 3. Чехия +20.0 (0+9) (Клара Моравцова, Ленка Вотокова, Магда Резлерова) 4. Франция 5. Беларусь 6. Китай Протоколы |

## Медальная таблица
| Место | Страна    |   |   |   | Всего |
| ----- | --------- | - | - | - | ----- |
| 1.    | Россия    | 8 | 6 | 2 | 16    |
| 2.    | Германия  | 4 | 5 | 4 | 13    |
| 3.    | Чехия     | 1 | 2 | 6 | 9     |
| 4.    | Беларусь  | 1 | 0 | 1 | 2     |
| 5-6.  | Франция   | 1 | 0 | 0 | 1     |
| 5-6.  | Финляндия | 1 | 0 | 0 | 1     |
| 7.    | Украина   | 0 | 1 | 2 | 2     |
| 8-9.  | Болгария  | 0 | 1 | 0 | 1     |
| 8-9.  | Словакия  | 0 | 1 | 0 | 1     |
| 10.   | Норвегия  | 0 | 0 | 2 | 2     |